# Yesun Temür khan
Yesun Temür khan eller Kejsar Taiding, född 1293, död 1328, var en mongolisk kejsare i den kinesiska Yuandynastin. Yesun Temür khan regerade Kina fem år från 1323 till 1328. Hans personliga namn var Yesun Temür Borjigin.
Yesun Temür khan tillträdde tronen 1323 efter att hans föregångare Shidebala khan mördats. Han var själv delaktig i mordet, och försökte dölja detta genom att arrestera och avrätta sina medhjälpare. Yesun Temür khan hade mycket liten förståelse för den kinesiska kulturen, och under hans regeringstid hade de kinesiska vetenskapsmännen mycket lite inflytande på landets politik. Yesun Temür khan stödde islam och buddhismen, men hade även respekt för konfucianism.
Yesun Temür khan avled oväntat i den "över huvudstaden" Xanadu 1328, och kejsarens lojala tillsatte hans unga son Aragibag khan på tronen samtidigt som en maktkamp om tronen utbröt mellan Tugh Temür khan och Khoshila khan

## Regeringsperioder
- Taiding (泰定) 1324–1327[6]
- Zhihe (致和) 1328[6]